# Balatonring
Balatonring seria um circuito de desporto motorizado localizado perto de Savoly, Hungria, próximo do Lago Balaton, a cerca de 180 km da cidade capital Budapeste.
O circuito, operado pela Balatonring Circuit Zrt. da Hungria e pela Worldwide Circuit Management (WCM) de Espanha. cuja construção iniciou-se em 6 de novembro de 2008 a um custo de cerca de 200 milhões de euros, visando acolher a sua primeira corrida de MotoGP em 20 de Setembro de 2009. Entretanto, em virtude do atraso na construção da obra, os organizadores solicitaram o adiamento de sua estréia na MotoGP para 2010.